# Kirivinski jezici
Kirivinski jezici (kilivila jezici), malena podskupina od tri austronezijska jezika koji se govore u Papui Novoj Gvineji na otocima Woodlark, Trobriand i Lachlan, provincija Milne Bay.
Podskupinu čine tri jezika i dio je šire skupine kilivila-louisiades. Predstavnici su: budibud [btp] (310; 2000); kirivinski ili kilivila [kij] (20,000; 2000 D. Tryon); i muyuw [myw] (6,000; 1998))

## Vanjske poveznice
- Ethnologue (14th)
- Ethnologue (15th)